# 金海湖
金海湖，俗称“上海之鱼”，为上海市奉贤区金海社区境内的一座人工湖，水域面积约850亩，是奉贤新城（南桥新城）规划的一部分。

## 规划
2005年，奉贤现代农业园区在龙潭村地域内规划建设一座人工湖，以“游艇奉贤”为设计核心，并与合作方上海华昌集团编制了一份规，拟在该区域建设集游艇主题公园、体育休闲、高端住宅等为一体的生态社区。该湖泊由拉瑞·奚伯斯设计，采用大地雕塑的手法，以当地地名为灵感，设计了金海湖的金鱼造型外观，即“上海之鱼”。2007年，奉贤区开始编制《奉贤国际游艇文化中心控制性详细规划》，并于2008年获得市级政府部门通过。

## 建设

### 湖面建设
该湖泊于2010年开工，初期公布的总投资额为1.86亿元人民币。2013年，一期工程完工并通水；同年5月15日，二期工程开工。2014年11月，金海湖二期工程通水，标志着湖面工程完工。

### 周边设施建设
2018年1月，金海湖西侧年丰公园正式对外开放。2019年5月16日，金海湖侧的奉贤博物馆新馆对外开放。

## 未来
奉贤区希望将该湖泊及其周边区域作为市民公共活动平台、开放空间，并作为奉贤新城的生态核心区域。